# Jean Bruce
Jean Bruce geboren als Jean Brochet (22 maart 1921 – 26 maart 1963) was een Franse schrijver. Hij schreef ook onder de pseudoniemen Jean Alexandre, Jean Alexandre Brochet, Jean-Martin Rouan, en Joyce Lindsay.
Hij is vooral bekend om de avonturen van geheim agent Hubert Bonisseur de La Bath, alias OSS 117. Zijn missie is het strijden voor de goede zaak in een omgeving die wordt vergeven van spionnen, nazi's, Russen, Chinezen, georganiseerde misdaadsyndicaten en criminelen van velerlei aard.
Een aantal van zijn boeken zijn in de jaren 1960 verfilmd. De eerste OSS 117-roman verscheen in 1949. Hij schreef totaal 91 OSS 117-romans en een aantal andere boeken voor zijn dood in een crash met een Jaguar sportwagen. Hoewel de eerste film, OSS 117 n'est pas mort (OSS 117 is niet dood) reeds gemaakt is in 1957 met Ivan Desny in de hoofdrol, begon de populaire reeks van verschillende OSS 117-films pas in 1963.
Na zijn dood bleef zijn vrouw Josette Bruce (die overleed in 1996) tot en met 143 nieuwe titels schrijven voor de OSS 117-serie. Na haar dood schreven zoon en dochter François en Martine Bruce nog 24 boeken tot 1992. Tot de verklaarde liefhebbers van de reeks behoorden ook enkele vooraanstaande personen, onder wie Pierre Salinger, John F. Kennedy, Jean Cocteau en Gérard de Villiers.
Er werden ook nog films van een aantal andere boeken van Bruce gemaakt, zoals Le Vicomte Règle ses comptes (De burggraaf) met Kerwin Matthews en Cinq Gars Giet Singapour (Vijf aan wal in Singapore) met Sean Flynn.
In Nederland werden de OSS 117-pockets uitgegeven in de Zwarte Beertjes reeks bij A.W. Bruna Uitgevers in Utrecht.
- Bibliothèque nationale de France: cb12000962g (data)
- Gemeinsame Normdatei: 104994509
- International Standard Name Identifier: 0000 0000 8370 9293
- Library of Congress Control Number: n80039687
- Nationale Bibliotheek van Israël: 987009647690405171
- Nederlandse Thesaurus van Auteursnamen: 072170204
- Système universitaire de documentation: 111002567
- Trove: 796983
- Virtual International Authority File: 34466647
- WorldCat: E39PBJdmf3C7kc8JwWh7PPk4bd